# コミックいわて
『コミックいわて』とは、岩手県が漫画を通して岩手県の魅力を発信する「いわてマンガプロジェクト」の一環として発行している、岩手県をテーマにしたオムニバス漫画集。

## 概略
2009年に石神の丘美術館と萬鉄五郎記念美術館でマンガをテーマにした展覧会「マンガ百花繚乱 ―いわての漫画家50の表現― 」（7月18日 〜 9月6日）を開催。県内外から多くの観覧者を集めた。この成功がきっかけとなり岩手県が「いわてマンガプロジェクト」を立ち上げ岩手県出身もしくは在住など、ゆかりのある漫画家が描き下ろした漫画といわてマンガ大賞コンテストの大賞受賞作品が掲載されているオムニバスコミックの発売に取組むことを発表。
「いわてマンガプロジェクト」は、マンガを活用して岩手の文化やくらし、景観、おもてなしの心などのソフトパワーを掘り起こし、その魅力を内外に発信しようと取り組む地域振興プロジェクトである。
単行本「コミックいわて」は「いわてマンガプロジェクト」の一環で制作。単行本の発行は達増拓也岩手県知事が責任編集で行っている。岩手県と岩手日報社の共同出版として第1巻は2011年1月28日に全国発売された。岩手日報社は全国規模の出版取次会社と直接の取引を持たないため、岩手県外への流通業務の大部分に関しては第1巻と第2巻は株式会社メディアパルが代行していた。。
初版は当初1万部発行を予定していたが、書店の予約が多く集まったため1万3千部発行となった。
2011年3月時点で3万6千部発行と売れ行きが好調であることから2011年度に第2巻の制作が決定し発売された。
第3巻からは岩手県と株式会社銀杏社による共同出版となり、その後2013年度を除き年1巻のペースで発行されている。
第1巻に掲載されている作品のうち、吉田戦車の作品は『まんが親』、小田ひで次の作品は『平成マンガ家実存物語 おはようひで次くん!』といった自身の連載漫画からのスピンオフ作品である。
2013年9月には漫画配信サイト「コミックいわてWEB」をオープン。自治体の運営としては全国初の試み。また、若手漫画家育成を目的とした「いわてマンガ大賞」も主催する。

## 参加漫画家
掲載タイトルはリンクを参照

### 「コミックいわて」
- 池野恋
- 神田❤︎ジョセフィーヌ
- とりのなん子
- そのだつくし
- 吉田戦車
- 佐藤智一
- 地下沢中也
- 飛鳥あると
- 小田ひで次
- くどうよしと（第1回いわてマンガ大賞受賞者）[12]

### 「コミックいわて 2」
- 麻宮騎亜
- さいとう・たかを
- 池野恋
- とりのなん子
- 三田紀房
- 吉田戦車
- 地下沢中也
- 佐佐木勝彦
- そのだつくし
- 飛鳥あると
- 月子
- 池田文春
- 小坂俊史
- 田中美菜子

### 「コミックいわて from WEB」
- 池野恋
- 飛鳥あると
- 空木由子（第3回いわてマンガ大賞受賞者）[13]
- 月子
- とりのなん子
- ひうらさとる
- 五十嵐大介
- 竹谷州史
- そのだつくし
- 吉田戦車
- 鈴木みそ
- のなかみのる
- 沢田ひろふみ

### 「コミックいわてっち」
- 田中美菜子
- 路真行方（第2回いわてマンガ大賞受賞者）[14]
- 小田ひで次
- ともえ
- 飛鳥あると
- 福盛田藍子
- 千田純生
- 江川大輔（第4回いわてマンガ大賞受賞者）[15]
- 青木俊直
- そのだつくし
- とりのなん子
- しりあがり寿

### 「コミックいわてぃー」
- そのだつくし
- 小田ひで次
- 田中美菜子
- 空木由子
- 青木俊直
- 朝陽昇
- ナリタカ（第5回いわてマンガ大賞受賞者）[16]
- 飛鳥あると
- 江川大輔
- 竹谷州史
- 大野将磨
- とりのなん子

### 「コミックいわて.ログ」
- そのだつくし
- 田中美菜子
- 小田ひで次
- 青木俊直
- 川口まどか
- 竹谷州史
- 飛鳥あると
- 空木由子
- ナリタカ
- 仲村すひの（第6回いわてマンガ大賞受賞者）[17]
- たつみやかなこ

### 「コミックいわて なななっ」
- 黒田硫黄
- ナリタカ
- 福盛田藍子
- 市川ラク
- 朝陽昇
- 東和広
- 金黒
- 蓮まこと
- 仲村すひの
- クリストファー・アイゼンフィールド（第7回いわてマンガ大賞受賞者）[18]
- そのだつくし
- ゆうしよう
- 三宅乱丈
- こうの史代

### 「コミックいわて ∞（エイト）」
- MATSUDA98
- 池田邦仁
- ゆうしよう
- いがらしみきお
- そのだつくし
- 東野柚子
- 高倉あつこ
- クリストファー・アイゼンフィールド
- 飛鳥あると
- ザネリ（第8回いわてマンガ大賞受賞者）[19]
- 青木幸子
- 石原まこちん

### 「コミックいわて Q（キュー）」
- MATSUDA98
- そのだつくし
- 吉田戦車
- 上条明峰
- 榊カルラ
- こうの史代
- 竜宮ツカサ
- 田中美菜子
- 藤倉秀（第9回いわてマンガ大賞受賞者）[20]
- 東野柚子
- 篠原ウミハル
- 飛鳥あると
- 石原まこちん

### 「コミックいわて 十（テン）」
- 篠原ウミハル
- 池野恋
- 吉田戦車
- 上条明峰
- MATSUDA98
- さわぐちけいすけ
- さささまきき（第10回いわてマンガ大賞受賞者）[21]
- 青木幸子
- そのだつくし
- 田中美菜子
- 東野柚子
- 飛鳥あると

## 書誌情報
1. コミックいわて　2011年1月28日発売 ISBN 978-4-89610-778-4
2. コミックいわて 2　2012年3月30日発売 ISBN 978-4-89610-223-9
3. コミックいわて from WEB　2014年3月20日発売 ISBN 978-4-903602-17-2
4. コミックいわてっち　2015年3月20日発売 ISBN 978-4-903602-20-2
5. コミックいわてぃー　2016年3月25日発売 ISBN 978-4-903602-21-9
6. コミックいわて.ログ　2017年3月24日発売 ISBN 978-4-903602-24-0
7. コミックいわて なななっ　2018年3月23日発売 ISBN 978-4-903602-23-3
8. コミックいわて ∞　2019年3月20日発売 ISBN 978-4-903602-22-6
9. コミックいわて Q　2020年3月20日発売 ISBN 978-4-903602-25-7
10. コミックいわて 十　2021年3月19日発売 ISBN 978-4-903602-27-1